# Leptotila pallida
La paloma montaraz pálida, tórtola pálida o paloma pálida (Leptotila pallida)  es una especie de ave columbiforme perteneciente a la familia Columbidae.

## Dixstribución y hábitat
Se encuentra en Colombia, Ecuador, y Perú. Su hábitat natural son los bosques húmedos de las tierras bajas subtropicales o tropicales y antiguos bosques degradados.